# Hacer el amor con otro
"Hacer el amor con otro" es una canción de la cantante y compositora mexicana de rock Alejandra Guzmán lanzado en junio de 1991 por la discográfica Melody Discos como el segundo sencillo de su cuarto album de estudio Flor de papel. La canción fue escrita por J.R. Florez y Diego Felisatti.
Hay una versión en vivo que cantó con la banda de rock Moderatto en su álbum 20 años en el Palacio de los Deportes de la CDMX en 2011.

## Lista de canciones

### Sencillo - Vinilo CD[6]
| Hacer el amor con otro — Single |                          |          |  |
| N.º                             | Título                   | Duración |  |
| 1.                              | «Hacer el amor con otro» | 4:44     |  |

## Posicionamiento en listas
| Lista (1991)              | Posición |
| ------------------------- | -------- |
| Billboard Hot Latin Songs | 16       |